# Мак-Лир, Теодор
Теодор Дж. Мак-Лир (англ. Theodore J. McLear; 29 июня 1879, Ньюарк, Нью-Джерси — ?) — американский борец, серебряный призёр летних Олимпийских игр 1904.
На Играх 1904 в Сент-Луисе Мак-Лир соревновался только в категории до 61,2 кг. Он выиграл в четвертьфинале у Луи Стриблера, в полуфинале у Дитриха Уортмена, но проиграл в финале Бенджамину Бредшоу и получил серебряную медаль.